# Stalingrado (1993)
Stalingrad (prt: Stalingrado; bra: Stalingrado, ou Stalingrado - A Batalha Final) é um filme alemão de 1993, do gênero drama de guerra, dirigido por Joseph Vilsmaier, com roteiro baseado na história real da Batalha de Stalingrado.
Trata-se de uma das mais caras produções do cinema alemão até então.

## Elenco
- Dominique Horwitz ... Obergefreiter Fritz Reiser
- Thomas Kretschmann ... ten. Hans von Witzland
- Jochen Nickel ... sgt. Manfred Rohleder
- Sebastian Rudolph ... GeGe Müller
- Dana Vávrová ... Irina
- Martin Benrath ... gen. Hentz
- Sylvester Groth ... Otto
- Karel Hermánek ... cap. Hermann Musk
- Heinz Emigholz ... Edgar Emigholz